# Équipe de Lettonie masculine de basket-ball
Cet article traite de l'équipe masculine. Pour l'équipe féminine, voir Équipe de Lettonie féminine de basket-ball.
Maillots
L'équipe de Lettonie masculine de basket-ball (en letton : Latvijas basketbola izlase) est l'équipe nationale qui représente la Lettonie dans les compétitions internationales masculine de basket-ball. Elle est placée sous l'égide de la Fédération de Lettonie de basket-ball (LBS). L'équipe est affiliée à la FIBA depuis 1932.
La Lettonie a participé au Championnat d'Europe de basket-ball à 15 reprises, son plus grand succès ayant eu lieu dans l'entre-deux-guerres, lorsqu'elle est devenue la première équipe à remporter le tournoi en 1935. Quatre ans plus tard, elle a réalisé un nouveau parcours impressionnant et remporté la médaille d'argent en 1939. Après 1939, la Lettonie a été contrainte de suspendre ses activités en équipe nationale en raison de l'occupation des États baltes pendant la Seconde Guerre mondiale. La Lettonie a recouvré son indépendance en 1991 et son équipe nationale a de nouveau participé à des compétitions internationales un an plus tard.

## Histoire

### Naissance de la sélection (1923-1935)
Le 26 novembre 1923, le Latvijas Basketbola Savienība a été fondé, plus tôt que la plupart des fédérations de basket-ball d’autres pays. Le 29 avril 1924, la Lettonie joue son premier match international contre l’Estonie, qu’elle remporte 20-16. À l’hiver 1924, le premier championnat de basketball masculin a eu lieu, tandis que le premier championnat féminin a été organisé en 1933.
Les Lettons, comme leurs voisins baltes les Lituaniens et les Estoniens, ont également commencé à jouer au basket-ball dans les années 1920, devenant rapidement les plus forts des équipes baltes. Le 13 décembre 1925 à Riga, l’équipe nationale lituanienne joue son premier match international. La Lettonie les a facilement balayés avec un score de 41-20. Plus tard, la Lettonie a continué de dominer les futurs trois fois champions d’Europe (41-29 et 123-10). En fait, la Lettonie avait l’une des meilleures équipes nationales de basketball au monde. Les premières équipes lettones se composaient d’étudiants et d’élèves, qui étaient formés par des entraîneurs du YMCA américain (Young Men’s Christian Association).
La Lettonie est également l’un des huit pays qui ont signé l’acte fondateur de la FIBA le 18 juin 1932 à Genève, avec la Suisse, la Tchécoslovaquie, la Grèce, l’Italie, le Portugal, la Roumanie et l’Argentine. Le représentant letton à cet événement était Jāzeps Šadeiko.

### Premier titre européen et jeux olympiques (1935-1939)

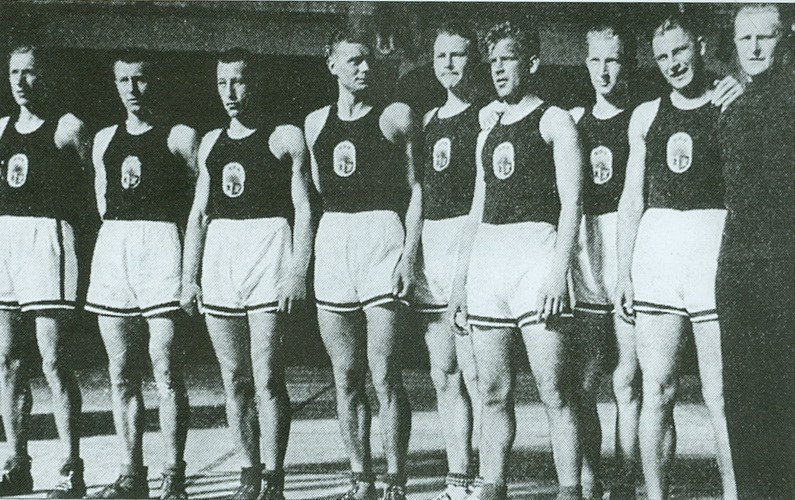
L'équipe de Lettonie vainqueur de l'Euro 1935.

L'équipe de Lettonie fut donc une des équipes majeures des premiers championnats d'Europe, remportant le championnat d'Europe 1935. Il lui revient d'organiser le championnat d'Europe 1937 où elle obtient la sixième place, l'or étant remporté par les Lituaniens. En 1939, les Lettons sont vice-champions battus par les Lituaniens. L’un des vice-champions de 1939, Alfrēds Krauklis, a dit un jour : « Franchement, ces trois États baltes ont élevé le basketball européen. Maintenant ils disent que c’est espagnol, et alors quoi ? Qu’ils disent... Et je dis – c’est notre mérite ! ».

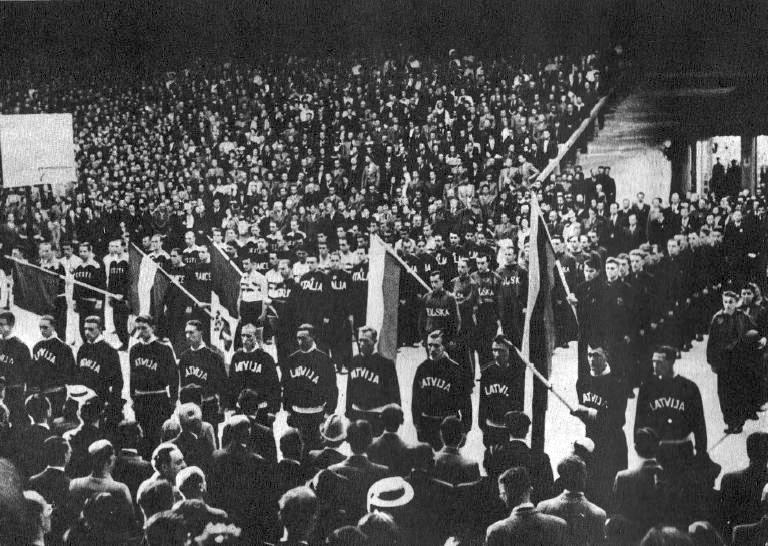
La Lettonie durant la cérémonie d'ouverture EuroBasket 1939

L’équipe nationale de basket-ball de Lettonie a participé à la première apparition du basket-ball en tant que médaille olympique officielle aux jeux olympiques de 1936. La Lettonie était championne d’Europe en titre et était considérée comme l’un des favoris avant le tournoi. Même si les Jeux olympiques ne se sont pas très bien déroulés pour les Lettons. Ils ont commencé le tournoi avec une victoire de 20-17 contre l’Uruguay. Cependant, ils ont été battus à plate couture 23-34 par le Canada et, après avoir essuyé une autre défaite contre la Pologne 23-28, les Lettons ne se sont pas qualifiés pour l’étape éliminatoire, contrairement à leurs voisins, l’Estonie.

### La période soviétique (1940-1991)
En raison des occupations soviétiques et nazies, les Lettons ont été incapables de représenter la Lettonie dans les tournois organisés par la FIBA ou les Jeux Olympiques. Au lieu de cela, ils ont été forcés de jouer pour l’équipe nationale de l’Union soviétique. Les temps horribles en Lettonie ont commencé. En 1940, les déportations massives ont commencé, mises en œuvre par les Soviétiques. Des milliers de Lettons ont été forcés de quitter leur patrie, des milliers d’entre eux sont morts en raison de la guerre active pendant la Seconde Guerre mondiale. Bien que, malgré tous les défis cruels, le basket-ball a continué à être joué et a conservé sa popularité en Lettonie. En 1941, un tournoi des États baltes a été organisé à Kaunas Sports Hall. L’équipe lituanienne SSR a remporté la finale contre la Lettonie SSR, 38-33.
Aux Jeux Olympiques d’été de 1952, Maigonis Valdmanis est devenu le premier représentant letton dans l’équipe soviétique a remporté la médaille d’argent olympique cette année-là. Quelques années plus tard, deux autres stars du basketball letton ont rejoint l’équipe : Jānis Krūmiņš et Valdis Muižnieks. Plus tard, le trio a remporté deux titres européens et est devenu deux fois vice-champion olympique ensemble.
Plus tard, d’autres stars du basketball letton sont apparues dans l'équipe soviétique, comme Valdis Valters et Igors Miglinieks, tous deux couronnés champions olympiques. Valdis Valters est considéré comme l’un des plus grands joueurs de basket-ball européens des années 1980. En plus de son titre olympique, il a également remporté la Coupe du monde en 1982 et est devenu le champion d’Europe à deux reprises, étant nommé le MVP de l'EuroBasket 1981.

### Rétablissement de l’indépendance et reconstruction (1991-2011)

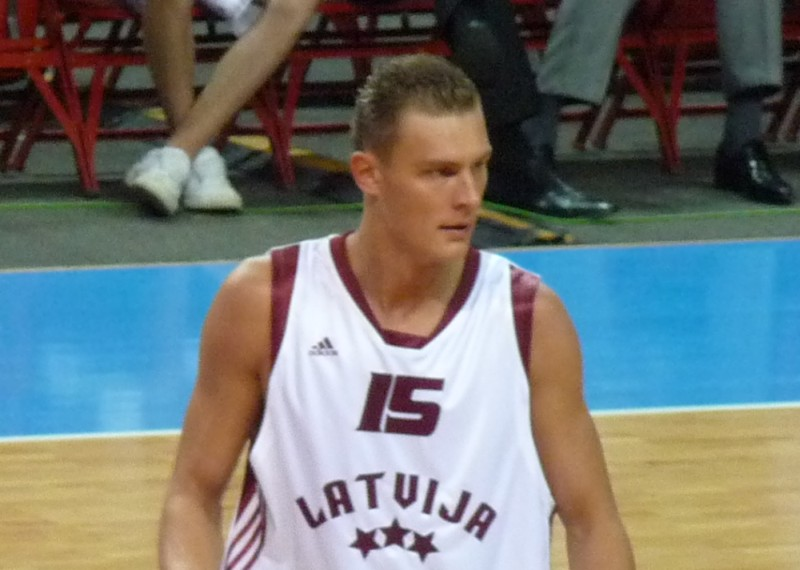
Andris Biedriņš représentant la Lettonie à l'Eurobasket 2009

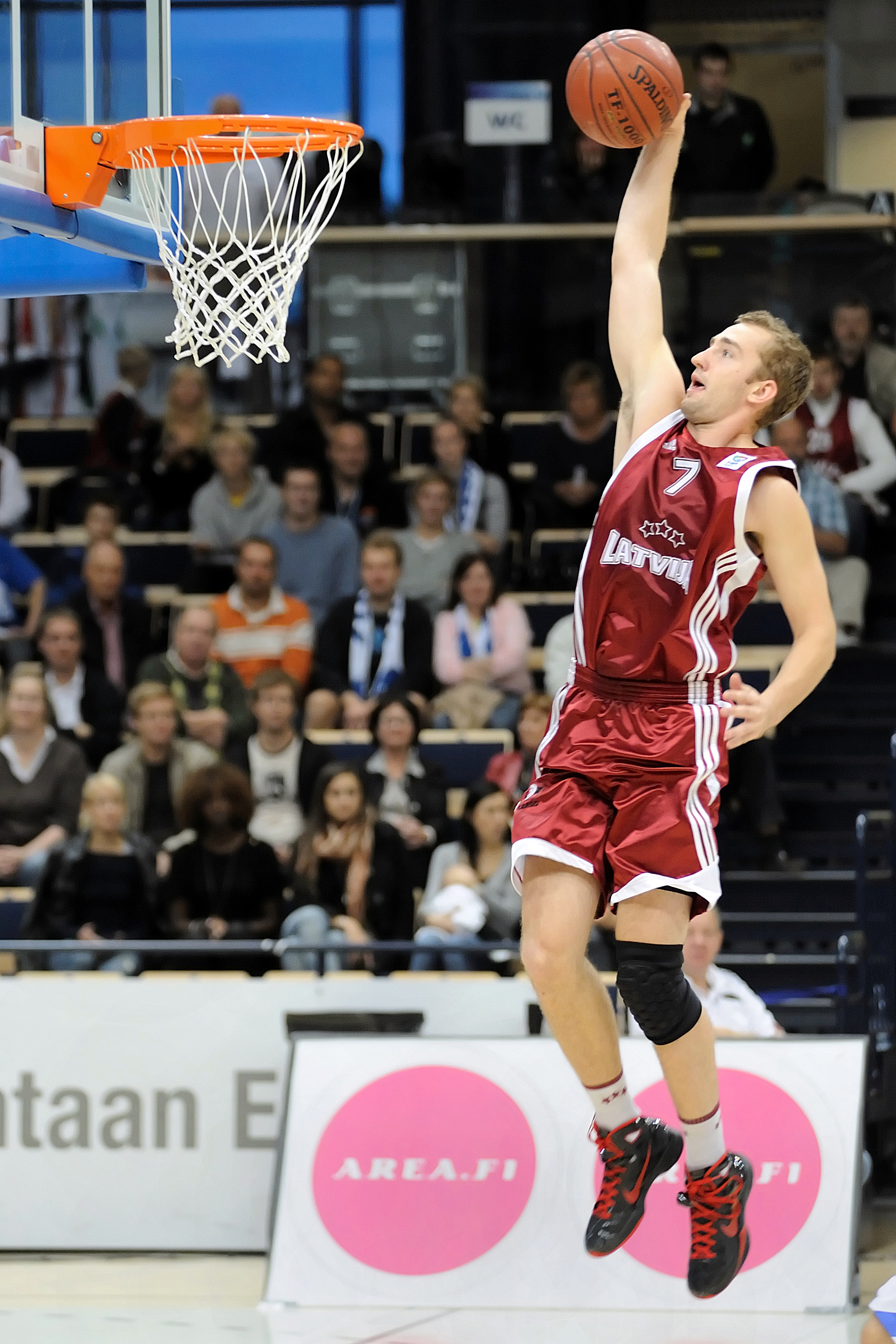
Rihards Kuksiks sous le maillot national en 2010

Le 4 mai 1990, la Lettonie a déclaré le pays indépendant de l’Union soviétique.
Par conséquent, en septembre 1991, sa fédération de basket-ball a été ré-affilié à la FIBA. Bien que, malgré quelques joueurs remarquables comme Valdis Valters, Igors Miglinieks, Ainars Bagatskis, Kaspars Kambala, Andris Biedriņš, la Lettonie n’a pas retrouvé sa gloire entre-deux-guerres.
Entre 1993 et 2011, la Lettonie participe à tous les championnats d'Europe sauf l'EuroBasket 1995 et l'EuroBasket 1999 mais ils obtiennent leur meilleur résultat lors de l'EuroBasket 2001 avec seulement une 8e place.
Durant cette période, l'équipe lettone ne participe à aucun championnat du monde, ni à aucune phase finale des Jeux olympiques.

### Nouvelle dynamique (2013-2022)

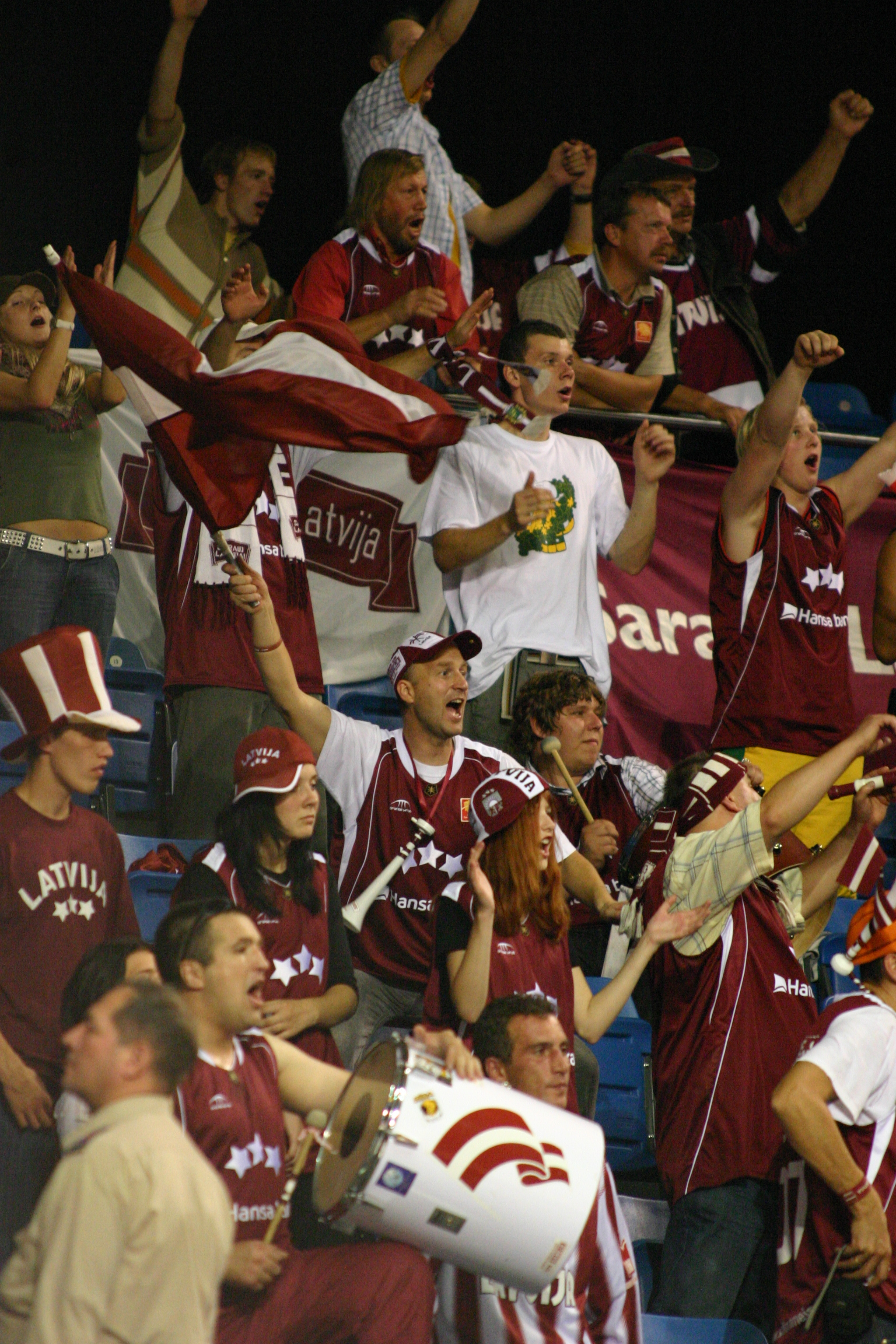
Supporters en 2006

Au cours de l’EuroBasket 2013, la Lettonie a commencé son tournoi avec deux victoires contre la Bosnie-Herzégovine et le Monténégro avant de faire face à son rival de longue date, la Lituanie. Bien que le match fut très attendu entre les deux nations, la Lituanie s'est imposée sur le score de 67 à 59. La Lettonie a ensuite perdu son match suivant contre la Serbie, mais a rebondi pour gagner son dernier match de groupe contre la Macédoine du Nord. Dans la deuxième phase de groupe du tournoi, la Lettonie a affiché une domination immédiate lors de son premier match de groupe face à l’Ukraine en s'imposant 86 à 51. Il s’est avéré être la seule victoire que la Lettonie enregistrerait dans le groupe et l'équipe lettone est éliminée de la compétition.

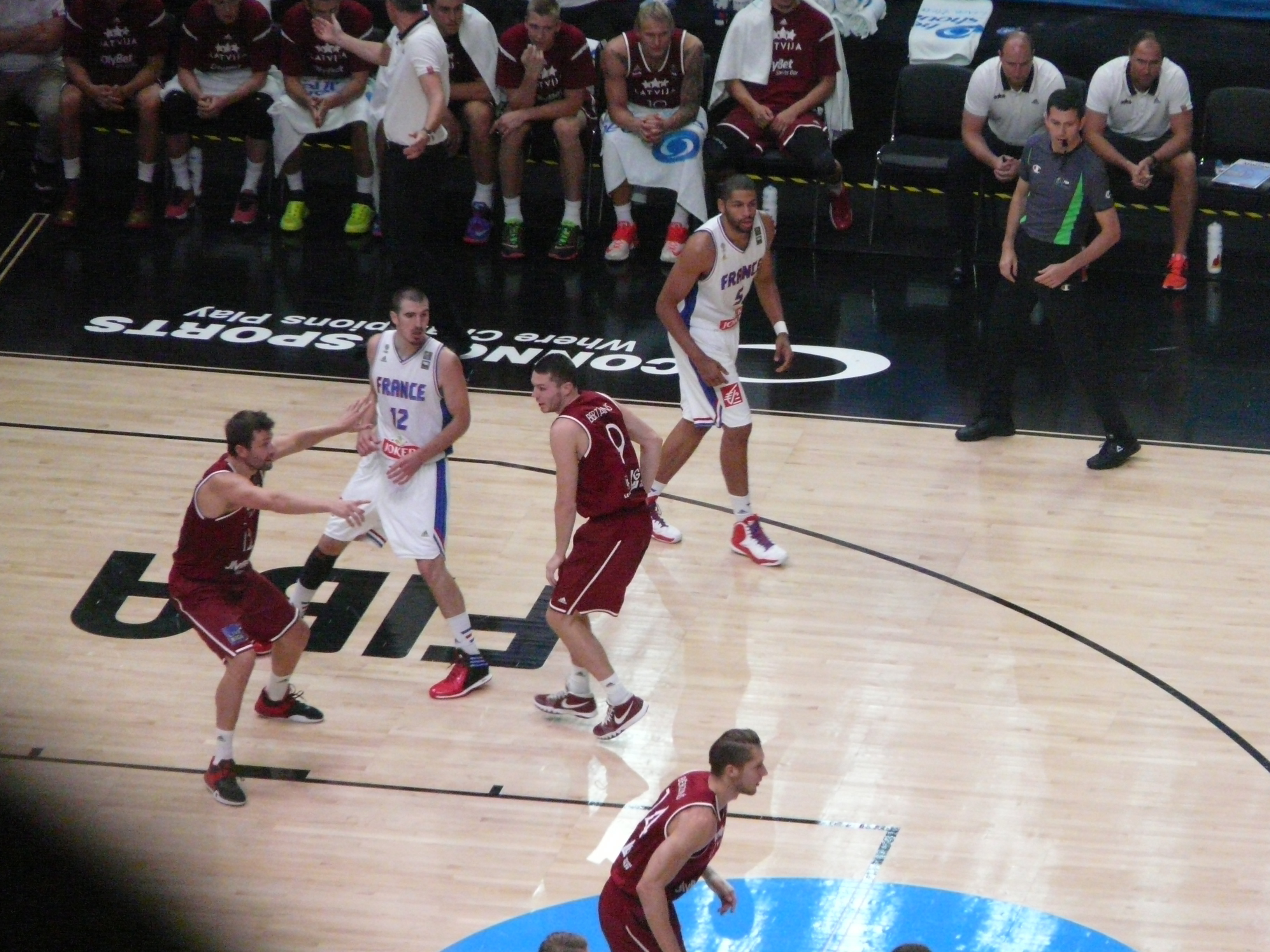
France-Lettonie quart de finale à l'EuroBasket 2015

Lors de l'EuroBasket 2015, la Lettonie s'impose pour son premier match face à la Belgique (78 à 67). Puis les lettons s'inclinent lourdement face à la Lituanie (49 à 68), triomphent de la République Tchèque (72 à 65), perdent d'un point face à l'Ukraine (74 à 75) et s'imposent face à l'Estonie (75 à 64). La Lettonie termine deuxième de son groupe et se qualifie pour la suite de la compétition. En huitième de finale, les lettons s'imposent face à la Slovénie (73 à 66) mais s'inclinent en quart de finale face à la France de Tony Parker. Pour les matches de classement, la Lettonie s'incline deux fois et termine le tournoi à la 8e place.

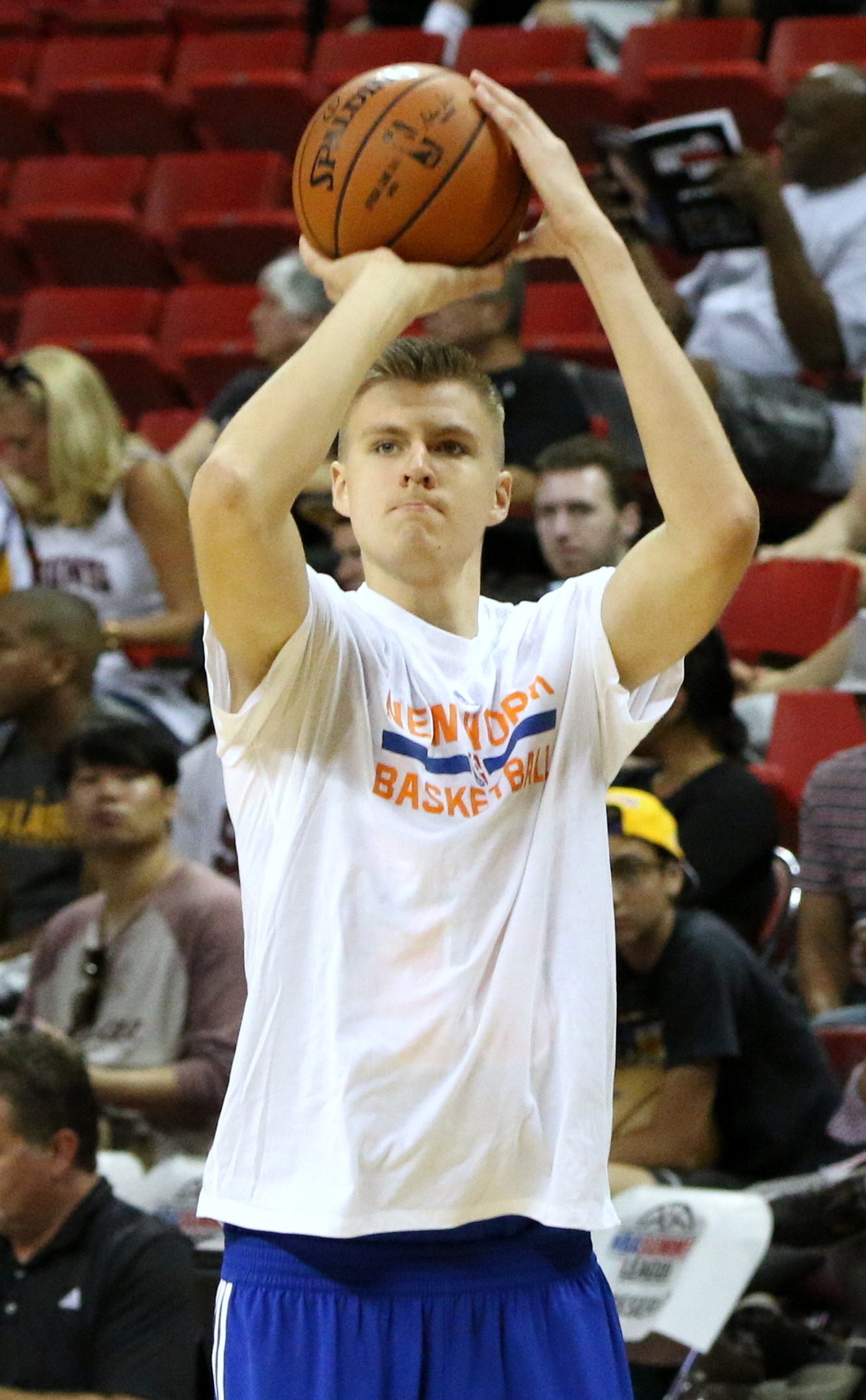
Kristaps Porziņģis

Lors de l'EuroBasket 2017, l'équipe de Lettonie est menée par ses deux jeunes joueurs NBA, Kristaps Porziņģis et Dāvis Bertāns. Lors de la phase de groupe, les lettons affrontent la Serbie, la Russie, la Turquie, la Belgique et le Royaume-Uni. Les lettons finissent la phase de groupe à la deuxième place avec un bilan de 4 victoires pour une défaite. En huitième de finale, les lettons écrasent le Monténégro (100 à 68) avec un festival à trois points (15 sur 25) et 21 points pour Jānis Timma et 19 points pour Porziņģis. Les lettons retrouvent les quarts de finale de l'Eurobasket pour la seconde fois consécutivement après celui de 2015. Après un match d'une intensité importante, les lettons s'inclinent en quart de finale face à la Slovénie de Goran Dragić et Luka Dončić sur le score de 103 à 97. La compétition s'arrête une nouvelle fois en quart mais la Lettonie termine à la 5e place.
Privé de Porziņģis durant les qualifications pour l'EuroBasket 2022, les lettons voient leur progression stoppée avec une non qualification pour la compétition. La Lettonie est la grande absente du tournoi final.
Le 11 novembre 2022, l'équipe lettonne se qualifie pour la première fois de son histoire à un championnat du monde.

### Première participation à une coupe du monde (2023)
La Lettonie est dans le groupe H avec la France, le Liban et le Canada. Mi août 2023, quelques jours avant le début de la compétition, Kristaps Porziņģis déclare forfait pour le tournoi en raison d'une blessure au pied mais il reste avec ses coéquipiers pour les soutenir durant toute la compétition. Pour leur premier match du tournoi mais également le premier match de leur histoire en Coupe du monde, les lettons battent très facilement le Liban sur le score de 109 à 70. Pour leur deuxième match, la Lettonie affronte la France, vice-championne d'Europe et Olympiques en titre. Les lettons sont menés au score durant toute la rencontre mais à 37 secondes de la fin du match, Rolands Šmits réussi ses deux lancers francs et permet à la Lettonie de passer devant au score et de remporter le match 88 à 86. Grâce à cette victoire, ils sont qualifiés pour le second tour du tournoi,. Pour leur dernier match de groupe, les lettons s'inclinent 75 à 101 face au Canada de Shai Gilgeous-Alexander (27 points) et R. J. Barrett (22 points). La Lettonie termine deuxième de son groupe derrière le Canada et devant la France et le Liban. Blessé à la cuisse contre la France, le capitaine de l'équipe Dairis Bertāns déclare forfait pour le reste de la compétition juste avant le deuxième tour.
Pour le deuxième tour, la Lettonie est dans le groupe L et affrontera le Brésil et l'Espagne. Pour leur premier match du deuxième tour, les lettons s'imposent 74 à 69 face à l'Espagne, championne d'Europe et du Monde en titre. Les lettons s'imposent face au Brésil (104 à 84) dans un match serré qui s'est débloqué dans le troisième quart temps où la Lettonie a infligé un 11-0 au Brésil pour se détacher définitivement. Avec cette victoire, la Lettonie se qualifie pour les quarts de finale du tournoi.
En quart de finale, les lettons passent un 8 à 0 à l'équipe d'Allemagne à moins d'une minute de la fin du match pour revenir à deux points. Dennis Schröder manque le shoot pour distancer les lettons à qui ils restent 7 secondes pour remporter le match. Dāvis Bertāns remonte le ballon, s'arrête derrière la ligne à trois points mais il manque son tir. La Lettonie s'incline 79 à 81 face à l'Allemagne et est éliminée de la compétition.
Pour leur premier match de classement, la Lettonie s'impose 87 à 82 face à l'Italie. Puis, la Lettonie triomphe aisément face à la Lituanie sur le score de 93 à 68 et termine à la 5e place de la compétition pour sa première participation.

## Résultats

### Palmarès
| Compétitions mondiales                             | Compétitions continentales                               |
| -------------------------------------------------- | -------------------------------------------------------- |
| - Jeux olympiques - Néant - Coupe du monde - Néant | - EuroBasket (1) - Vainqueur en 1935 - Finaliste en 1939 |

### Parcours en compétitions internationales

#### Jeux olympiques
| Année | Position          |      | Année             | Position     |               | Année | Position |
| 1936  | 15e               | 1976 | Membre de l' URSS | 2008         | Non qualifiée |       |          |
| 1948  | Membre de l' URSS | 1980 | Membre de l' URSS | 2012         | Non qualifiée |       |          |
| 1952  | Membre de l' URSS | 1984 | Membre de l' URSS | 2016         | Non qualifiée |       |          |
| 1956  | Membre de l' URSS | 1988 | Membre de l' URSS | 2020         | Non qualifiée |       |          |
| 1960  | Membre de l' URSS | 1992 | Non qualifiée     | 2024         | Non qualifiée |       |          |
| 1964  | Membre de l' URSS | 1996 | Non qualifiée     | 2028         | -             |       |          |
| 1968  | Membre de l' URSS | 2000 | Non qualifiée     | 2032         | -             |       |          |
| 1972  | Membre de l' URSS | 2004 | Non qualifiée     | Pays inconnu | -             |       |          |

#### Coupe du monde
| Année | Position          |      | Année             | Position |               | Année | Position |
| 1950  | Membre de l' URSS | 1978 | Membre de l' URSS | 2006     | Non qualifiée |       |          |
| 1954  | Membre de l' URSS | 1982 | Membre de l' URSS | 2010     | Non qualifiée |       |          |
| 1959  | Membre de l' URSS | 1986 | Membre de l' URSS | 2014     | Non qualifiée |       |          |
| 1963  | Membre de l' URSS | 1990 | Membre de l' URSS | 2019     | Non qualifiée |       |          |
| 1967  | Membre de l' URSS | 1994 | Non qualifiée     | 2023     | 5e            |       |          |
| 1970  | Membre de l' URSS | 1998 | Non qualifiée     | 2027     | -             |       |          |
| 1974  | Membre de l' URSS | 2002 | Non qualifiée     | 2031     | -             |       |          |

#### EuroBasket
| Année | Position          |      | Année             | Position     |               | Année | Position |
| 1935  | Vainqueur         | 1969 | Membre de l' URSS | 1999         | Non qualifiée |       |          |
| 1937  | 6e                | 1971 | Membre de l' URSS | 2001         | 8e            |       |          |
| 1939  | Finaliste         | 1973 | Membre de l' URSS | 2003         | 13e           |       |          |
| 1946  | Membre de l' URSS | 1975 | Membre de l' URSS | 2005         | 13e           |       |          |
| 1947  | Membre de l' URSS | 1977 | Membre de l' URSS | 2007         | 13e           |       |          |
| 1949  | Membre de l' URSS | 1979 | Membre de l' URSS | 2009         | 13e           |       |          |
| 1951  | Membre de l' URSS | 1981 | Membre de l' URSS | 2011         | 21e           |       |          |
| 1953  | Membre de l' URSS | 1983 | Membre de l' URSS | 2013         | 11e           |       |          |
| 1955  | Membre de l' URSS | 1985 | Membre de l' URSS | 2015         | 8e            |       |          |
| 1957  | Membre de l' URSS | 1987 | Membre de l' URSS | 2017         | 5e            |       |          |
| 1959  | Membre de l' URSS | 1989 | Membre de l' URSS | 2022         | Non qualifiée |       |          |
| 1961  | Membre de l' URSS | 1991 | Membre de l' URSS | 2025         | -             |       |          |
| 1963  | Membre de l' URSS | 1993 | 10e               | 2029         | -             |       |          |
| 1965  | Membre de l' URSS | 1995 | Non qualifiée     | Pays inconnu | -             |       |          |
| 1967  | Membre de l' URSS | 1997 | 16e               | Pays inconnu | -             |       |          |

## Effectif
Effectif lors des championnats du monde 2023 : 
| Numéro | Joueur             | Poste | Naissance        | Taille | Club 2022-2023           |
| ------ | ------------------ | ----- | ---------------- | ------ | ------------------------ |
| 0      | Rodions Kurucs     | F     | 5 février 1998   | 2,06 m | Real Betis               |
| 4      | Kristers Zoriks    | PC    | 25 mai 1998      | 1,91 m | VEF Riga                 |
| 10     | Rolands Šmits      | PF    | 25 juin 1995     | 2,07 m | Žalgiris Kaunas          |
| 12     | Artūrs Strautiņš   | SG/SF | 23 octobre 1998  | 1,98 m | Pallacanestro Reggiana   |
| 13     | Dairis Bertāns (C) | SG    | 9 septembre 1989 | 1,93 m | Real Betis               |
| 15     | Klāvs Čavars       | C     | 11 février 1996  | 2,08 m | Start Lublin             |
| 18     | Anžejs Pasečņiks   | C     | 20 décembre 1995 | 2,16 m | Metropolitans 92         |
| 21     | Aigars Šķēle       |       | 14 décembre 1992 | 1,92 m | Stal Ostrów Wielkopolski |
| 24     | Andrejs Gražulis   | PF    | 21 juillet 1993  | 2,02 m | Aquila Basket Trente     |
| 32     | Artūrs Žagars      | PG/SG | 21 avril 2000    | 1,90 m | KK Nevėžis               |
| 44     | Dāvis Bertāns      | F     | 12 novembre 1992 | 2,08 m | Mavericks de Dallas      |
| 47     | Artūrs Kurucs      | PG/SG | 19 janvier 2000  | 1,93 m | Promithéas Patras        |

Sélectionneur :  Luca Banchi

## Personnalités emblématiques

### Anciens joueurs
- Ainars Bagatskis
- Andris Biedriņš
- Rūdolfs Jurciņš
- Kaspars Kambala
- Alfrēds Krauklis
- Visvaldis Melderis
- Voldemārs Šmits
- Sandis Valters
- Valdis Valters

### Sélectionneurs
- 1935-1936 :  Valdemārs Baumanis
- 1936 :  Ādolfs Grasis
- 1939 :  Valdemārs Baumanis
- 1993-1996 :  Armands Krauliņš
- 1997-1999 :  Igors Miglinieks
- 2000-2003 :  Armands Krauliņš
- 2004-2007 :  Kārlis Muižnieks
- 2008-2009 :  Kęstutis Kemzūra
- 2010-2017 :  Ainars Bagatskis
- 2017-2019 :  Arnis Vecvagars
- 2019-2021 :  Roberts Štelmahers
- 2021- :  Luca Banchi